# Циньлинская панда
Циньлинская панда (лат. Ailuropoda melanoleuca qinlingensis, также известная как коричневая панда) — подвид большой панды. Впервые популяция была обнаружена в 1960 году, но в самостоятельный подвид выделена лишь в 2005 году.

## Описание
Обитает на высотах 1300—3000 м н.у.м. в горах Циньлин на западе Китая, в честь которых животные и получили своё название. Отличается от номинативного подвида более мелкими размерами, коричневой и светло-коричневой окраской меха (вместо чёрно-белой у номинативного подвида) на тёмных участках тела.
По мнению некоторых учёных эти животные обязаны своей окраской генетическим мутациям, а также особенностям рациона в естественных условиях обитания.
30 августа 1989 года, панда этого подвида впервые была отловлена для зоопарка города Сиань. Впоследствии пойманная самка была скрещена с самцом номинативного подвида. Самка родила трёх детенышей, умерших вскоре после рождения. Сама самка, по имени Дэн-Дэн, умерла в 2000 году.
В данный момент в неволе содержится лишь одна особь этого подвида. Самец панды, которого зовут Цицзаи, находится в исследовательском центре, расположенном в китайской провинции Шэньси.
Существуют различные данные о численности популяции этого подвида, по оценкам специалистов, численность подвида восстанавливается, сейчас в естественных условиях проживает от 374 до 415 особей .
14 октября 2025 года три циньлинские панды поселятся в Московском зоопарке на новую территорию в остров зверей, но нет они поселятся 13 октября 2026 года,
А в фауну Китая на старую территорию 14 октября 2028 года.
Уезды циньлинских панд в неволю
Первая пара циньлинских панд родившиеся в 2015 году - 14.10.2025, первая пара циньлинских панд родившиеся в 2016 году - 13.10.2026, Вторые пары циньлинских панд родившиеся в 2015 и в 2016 году - 14.10.2028, Первая пара циньлинских панд родившиеся в 2019 году - 09.01.2029, Первая пара циньлинских панд родившиеся в 2021 году - 13.01.2032